# Franz Sekera
Franz Sekera (* 21. Oktober 1899 in Wien; † 12. Mai 1955 in Spillern (Niederösterreich)) war ein österreichischer Bodenkundler. Nach dem Anschluss Österreichs im März 1938 war Sekera kommissarischer Leiter der Hochschule für Bodenkultur in Wien.

## Leben und Wirken
Franz Sekera, Sohn eines k. u. k. Hofbeamten, studierte von 1918 bis 1924 Chemie an der Technischen Hochschule Wien und war dann als wissenschaftlicher Mitarbeiter zunächst am Institut für Anorganische Chemie und ab 1930 am Institut für Biochemie und Mikrobiologie dieser Hochschule tätig. Aufgrund seiner chemischen und mikrobiologischen Ausbildung entwickelt er neue Untersuchungsmethoden für die bodenkundliche Forschung. 1932 wurde er mit der Arbeit über Methoden zur Beurteilung der Nutzbarkeit des Bodenwassers für die Pflanze an der Technischen Hochschule Wien zum Doktor der technischen Wissenschaften promoviert.
In den folgenden Jahren arbeitete Sekera am Institut für Landwirtschaftlich-Chemische Technologie der Hochschule für Bodenkultur in Wien. Hier galt sein Interesse aktuellen Fragen der Düngung, aber auch grundlegenden Problemen über den Aufbau einer optimalen Bodenstruktur in Ackerböden. 1938 habilitierte er sich an dieser Hochschule mit der Schrift Die Strukturanalyse des Bodens als Grundlage für die Beurteilung seines Wasserhaushaltes – ein wegweisender Beitrag für die Weiterentwicklung bodenphysikalischer Forschungskonzepte.
Sekera trat zum 1. November 1937 der illegalen NSDAP bei, zum 1. Mai 1938 schloss er sich der Partei regulär an (Mitgliedsnummer 6.305.165). Nach dem Anschluss Österreichs im März 1938 ernannte er sich selbst zum kommissarischen Leiter der Hochschule für Bodenkultur. Als solcher sorgte er dafür, dass bereits im Sommersemester 1938 alle als jüdisch verfolgten Studierenden von der Hochschule entfernt wurden. Sekera wurde im März 1939 vom damaligen NS-Gauleiter Josef Bürckel kurzzeitig als Dozentenführer abgesetzt, weil er gegen den Professor und NSDAP-Mitglied Emanuel Hugo Vogel eine teilweise antisemitische Hetzkampagne startete.
1939 wurde Sekera mit der Leitung des an der Hochschule für Bodenkultur in Wien neuerrichteten Instituts für Bodenbiologie und Pflanzenernährung beauftragt und 1942 zum ordentlichen Professor ernannt. Fortan widmete er sich vor allem den biologischen Problemen der Bodenfruchtbarkeit. Bodengare definierte er als den Zustand eines Bodens mit optimaler Krümelstabilität. Da am Aufbau stabiler Bodenkrümel weitgehend im Boden lebende Mikroorganismen beteiligt sind, prägte er den Begriff „Lebendverbauung“. Seine Erkenntnisse gaben der „Gare-Forschung“ einen neuen Inhalt. 1943 gründete er mit nachhaltiger Unterstützung des Ackerbauberaters Johannes Görbing den „Reichsbodengesundheitsdienst“.
1947 wurde Dr. Franz Sekera vom Volksgerichtshof zu zwei Jahre Haft und Vermögensverfall wegen besonders verwerflicher Handlungen in der Zeit der nationalsozialistischen Gewaltherrschaft verurteilt (Quelle – Wiener Zeitung vom 19. Februar 1947, Seite 2).
1949 baute Sekera mit dem Verband landwirtschaftlicher Gutsbetrieb in Österreich wieder einen „Bodengesundheitsdienst“ auf, dessen Leitung er bis zu seinem Tode innehatte. Durch seine außergewöhnliche Begabung, wissenschaftliche Erkenntnisse der landwirtschaftlichen Praxis nahezubringen, war sein Name weit über die Grenzen Österreichs bekannt. Sein Vermächtnis für die Wissenschaft und Praxis des Landbaus ist sein mehrfach aufgelegtes Buch Gesunder und kranker Boden. Hier hat Sekera sowohl die komplexen Wirkungszusammenhänge im Boden als auch die praktischen Maßnahmen zur Erhaltung und Verbesserung der Bodengare ausführlich dargestellt getreu seinem Wahlspruch: „Immer mit der Natur und nie gegen sie!“

## Hauptwerk
- Gesunder und kranker Boden. Ein praktischer Wegweiser zur Gesunderhaltung des Ackers. Wien 1943; 3. Aufl. Berlin 1951; 4. u. 5. Aufl., neubearbeitet und erweitert von Margareth Sekera, Graz 1959 u. 1984.